# دایره‌ها (فیلم)
«دایره‌ها» (صربی: Кругови) فیلمی در ژانر درام است که در سال ۲۰۱۳ منتشر شد.